# Titanidiops canariensis
Espèce
Titanidiops canariensis est une espèce d'araignées mygalomorphes de la famille des Idiopidae.

## Distribution
Cette espèce est endémique des îles Canaries en Espagne.

## Étymologie
Son nom d'espèce, composé de canari[a] et du suffixe latin -ensis, « qui vit dans, qui habite », lui a été donné en référence au lieu de sa découverte.

## Publication originale
- Wunderlich, 1992 : Die Spinnen-Fauna der Makaronesischen Inseln: Taxonomie, Ökologie, Biogeographie und Evolution. Beiträge zur Araneologie, vol. 1, p. 1-619.